# Палех
Палех — адміністративний центр Палехського району, Івановська область, Росія. Поселення міського типу з 1947 року.
Про геральдику: окремого геральдичного символу-герба смт Палех немає. З 1991 року символом Палеха є герб Палехского муніципального району, опис якого свідчить: «У чорному полі золота, з розпростертими крилами, жар-птиця». В основу ідеї герба покладена палехская лакова мініатюра, для якої характерні фольклорні та історичні сюжети, виконані яскравими фарбами по чорному фону; в той же час головним символом культурної спадщини стала легенда про те, що Палех - це батьківщина Жар-птиці — казкового птаха, що знаменує витончену і дивує красу.
Рішенням Палехского районної ради від 6 листопада 2003 року № 53 затверджені малюнок герба і положення про герб муніципального освіти «Палехскій район». Герб Палехского району (Палеха) внесений до Державного геральдичний регістр Росії № 1001-1500 під реєстраційним номером 1343, протоколу № 18[14][15][16].

## Розташування
Розташований на автошляху Іваново — Нижній Новгород. Відстань до міста Іваново — 65 кілометрів на схід. Відстань до міста Шуя — 30 кілометрів на схід. Формально поселення входить до складу широко розрекламованого туристичного маршруту «Золоте кільце Росії».

## Історія до 1920 р
Назву Палех пов'язують із гідронімом, який походить зі зниклої мерянської мови. Перша письмова згадка про поселення датована 1645 роком. Але ще 1628 року село Палех було віддано у вотчину Івану Матвійовичу Бутурліну «за московское осадное сидение королевичево». Поселення належало родині дворян Бутурліних до 1861 року (тобто до офіційного скасування кріпацтва в Російській імперії).
Ґрунти в районі Палеха були малородючі і не пристосовані до інтенсивного землеробства. Тому тут з 17 ст. виник центр ремісництва, спеціалізований на іконописанні, зокрема, на створенні ікон-мініатюр. Стилістика мініатюр мала місцевий, оригінальний характер і власну технологію, що продовжило традиції російського іконопису 16-17 ст.

## Історія в підрадянський період
Релігійні настанови і за часів царату відігравали вирішальну ролю в поведінці та діяльності мешканців поселення, котре століттями було центром іконопису. Із стану розгубленості місцевих майстрів (що робити в безбожній країні іконописцям?) в пореволюційні роки почав виводити художник, ветеран 1-ї світової війни Іван Голіков. Він зібрав декілька яскравих зразків місцевих виробів лакової мініатюри і привіз їх у Москву до письменника Максима Горького. Горький діяльно підтримав ремісників, переорієнтувавши їх творчість на нові, світські та радянські за спрямуванням теми. Так був врятований традиційний промисел палешан, який набув світських і радянських рис. Перші твори перехідного періоду мали агітаційний, а згодом і літературний напрямок. Лакова мініатюра Палеха виявилась досить гнучкою і декоративною, аби добре ілюструвати літературні і казкові твори російських і радянських письменників. Нові образи палешан були добре сприйняті московським урядом і представляли радянські ремесла на внутрішніх і закордонних виставках, що сприяло їх світовому визнанню.
Але ідеологічний тиск більшовиків відбився на агресивній антирелігійній пропаганді і в Пелеху позачиняли старовинні храми. Місцеві мешканці не дали поруйнувати кам'яні храми 18-19 ст., прикрашені як стінописами місцевих майстрів, так і різьбленими іконостасами митців з інших російських, ремісничих центрів. Храми стояли зачиненими і використовувались як навчальні посібники для художників чи туристичні об'єкти. Поселення довгий час мало статус історичного міста Російської Федерації, який був скасований 2 липня 2010 року.
В поселенні не було створено великих підприємств, але діяли цегельний та молокозавод, льонозавод і овочевисушувальне підприємство. Було розпочато будівництво велетенських художніх майстерень, яке припинили ще за часів кризи 1980-х і будівля стояла пусткою.
Серед навчальних закладів поселення — Палехське художнє училище, котре готує фахових майстрів лакової мініатюри.

## Занепад на зламі 20-21 ст
Поселення міського типу прийшло в занепад в перехідний період від соціалізму більшовицького зразка до дикого капіталізму. В поселенні надзвичайно посилилось безробіття через ліквідацію льонозаводу, цегельного заводу, овочевисушувального підприємства, молокозаводу та пошивочного виробництва. Ліквідована і місцева лазня.

## Відомі особи, пов'язані із Палехом

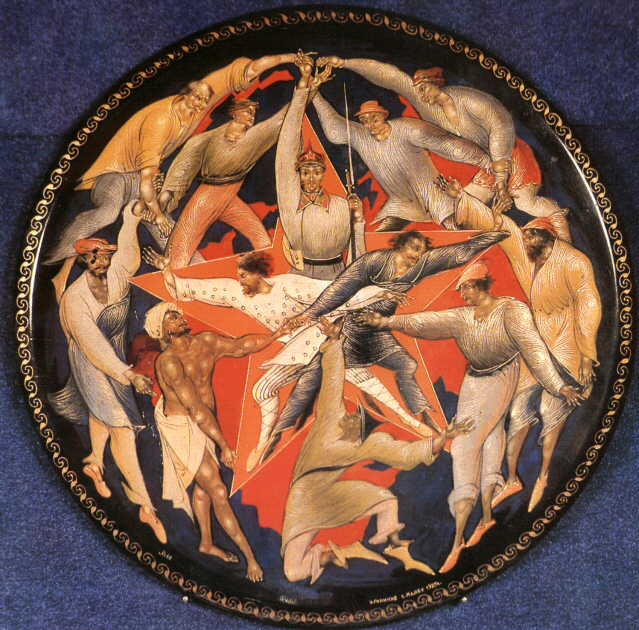
Худ. Голіков І. І. Алегорія Третього Інтернаціоналу, лаковий живопис, 1927 рік.

- Голіков Іван Іванович (1887—1936) — художник, засновника мініатюрного лакового мистецтва Палеха радянського періоду.
- Корін Павло Дмитрович (1892—1967)— уславлений радянський і російський художник, реставратор, викладач.

## Музеї Палеха
- Будинок музей Павла Коріна, Палех.
- Будинок-музей Івана Івановича Голікова — засновника мініатюрного мистецтва Палеха радянського періоду.
- Приватний музей-майстерня художника Миколи Голікова.
- Державний музей Палехського мистецтва.

## Храми Палеха
- Церква Ілії пророка зі старовинним цвинтарем
- Хрестовоздвиженська церква і дзвіниця, 18 ст.

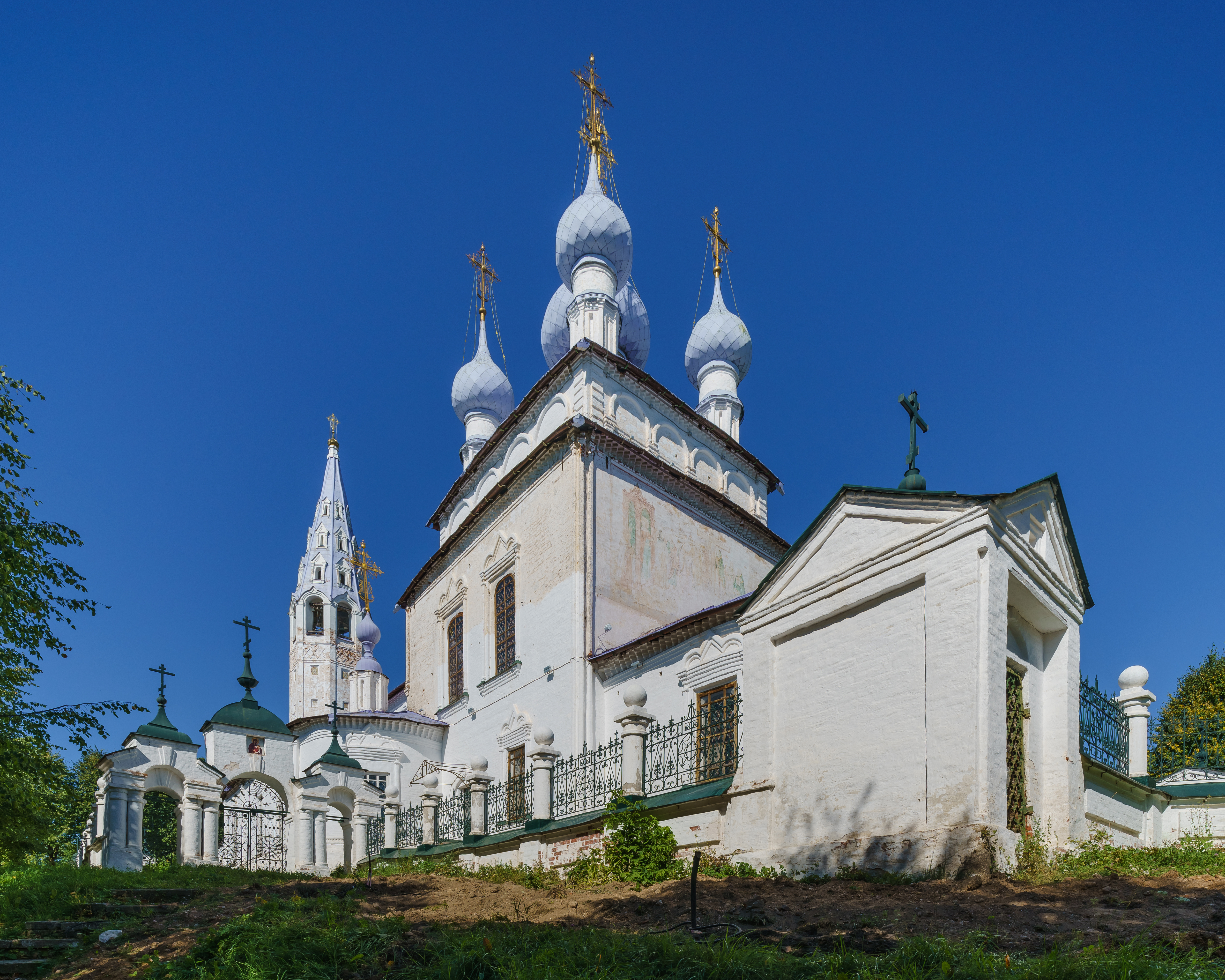
Хрестовоздвиженська церква 18 ст.
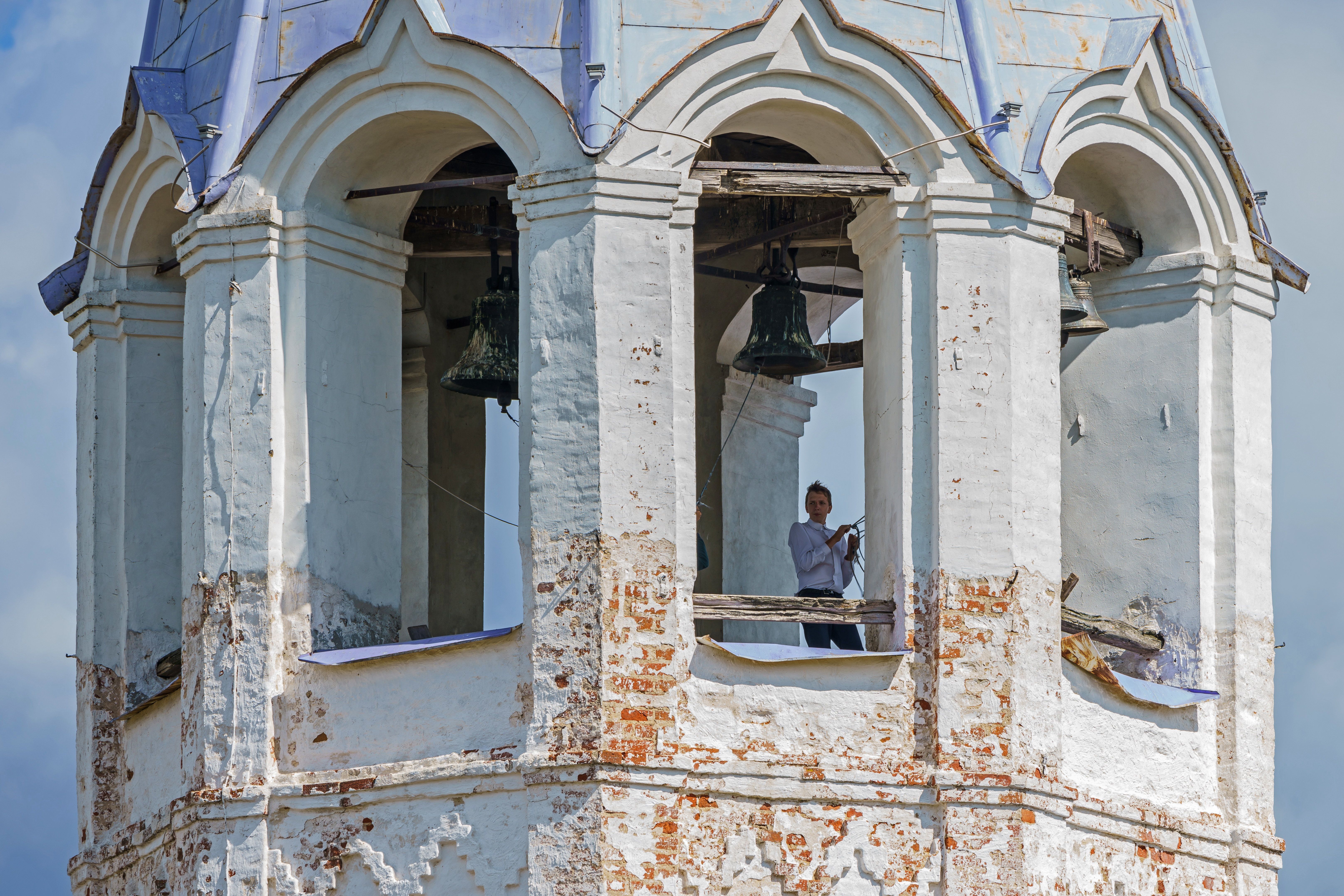
Дзвіниця Хрестовоздвиженської церкви
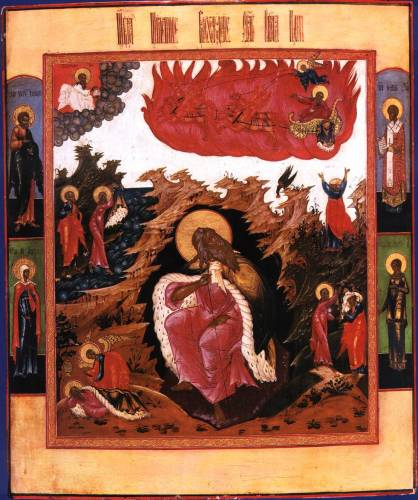
«Ілля Пророк», Палех. Ікона 19 ст.